# It’s a Heartache
Az It's a Heartache Bonnie Tyler hetvenes évekbeli legnagyobb slágere, amivel meghódította a világot.

## A dalról
Bonnie Tyler második albuma 1978-ban jelent meg. Rögtön az első dal az It's a Heartache, amely azonnal körbejárta a világot és a toplisták első helyére került. Ez tekinthető Bonnie első világslágerének, melynek sikere a mai napig nem halványult. Koncertjein rendszerint énekli. 2004-ben francia nyelven, duettben, 2005-ben szólóban énekelte fel albumaira.

## Kislemez
| #   | Dalcím             | Zeneszerző                 | Producer                   | Hossz |
| --- | ------------------ | -------------------------- | -------------------------- | ----- |
| A/1 | It's A Heartache   | Ronnie Scott / Steve Wolfe | Ronnie Scott / Steve Wolfe | 5:08  |
| B/1 | My Guns Are Loaded | Ronnie Scott / Steve Wolfe | Ronnie Scott / Steve Wolfe | 3:15  |

## Toplistás helyezések
| 1977/78            | Legjobb helyezés |
| ------------------ | ---------------- |
| Franciaország      | 1                |
| Svédország         | 1                |
| Norvégia           | 1                |
| Ausztrália         | 1                |
| Új-Zéland          | 1                |
| Brazília           | 1                |
| Kanada             | 1                |
| Dél Afrika         | 2                |
| Németország        | 2                |
| Svájc              | 3                |
| Ausztria           | 3                |
| Hollandia          | 3                |
| US POP             | 3                |
| Írország           | 3                |
| UK                 | 4                |
| US Country Singles | 10               |